# Vicki Kirby
Vicki Kirby (* 1950) ist eine australische Anthropologin und emeritierte Professorin für Soziologie und Anthropologie an der University of New South Wales in Sydney.

## Leben
Kirby erhielt ihren Bachelor mit besonderer Auszeichnung von der Sydney University und wurde an der University of California in Santa Cruz promoviert. Neben zahlreichen Gastprofessuren und Forschungsaufenthalten im internationalen Ausland lehrte und forschte sie zuletzt als Erasmus-Mundus-Professorin an der Universität Utrecht.
Sie ist Gründungsmitglied des Advisory Board Digital Semiotics Encyclopedia. Außerdem ist sie Mitglied im International Editorial Advisory Board des Borderlands Journal.

## Werk
Kirbys Forschung bewegt sich in den Disziplinen Feminismus, Posthumanismus und Dekonstruktion. Ihr Forschungsinteresse gilt den Gegensätzen von Natur/Kultur, Körper/Geist, Körper/Technologie, aber auch Geistes-/Naturwissenschaften und deren Dekonstruktion. Kirby problematisiert diese Oppositionen hinsichtlich der sozialen und politischen Konflikte und Auswirkungen, die diese hervorrufen. So sieht sie in der Trennung von Geist und Körper die Grundlage für eine Reihe politischer Probleme, wie beispielsweise den Klimawandel und die geschlechtsspezifische Unterdrückung. Kirbys Forschung ist dabei maßgeblich durch die Lektüre von Jacques Derrida beeinflusst.
Ihre Arbeit wird von der Brown University archiviert, da ihre Arbeit für die feministische Theorie von entscheidender Bedeutung war.

### Judith Butler: Live Theory
Kirbys Publikation aus dem Jahr 2006, Judith Butler: Live Theory, ist eine Einführung in die Arbeit der feministischen Theoretikerin Judith Butler. Kirby untersucht darin Butlers Beiträge zur Gender-Theorie und bietet neue Perspektiven zu ihren zentralen Themen und Begriffen, insbesondere in Bezug auf Sexualität, Identität, Politik, Sprache und Macht. Kirby arbeitet darin Butlers Bezüge zu anderen Theoretikerinnen und Theoretikern, wie beispielsweise Georg Wilhelm Friedrich Hegel, Simone de Beauvoir und Monique Wittig heraus.

## Publikationen
Monografien
- Quantum Anthropologies: Life at Large. Duke University Press, Durham NC 2011, ISBN 978-0-8223-9444-0.
- Judith Butler: Live Theory. Continuum, London 2006, ISBN 0-8264-6292-8.
  - Judith Butler: Pensamiento en Accion. 1. Auflage. Edicions Bellaterra, Barcelona 2011.
- Telling Flesh: The Substance of the Corporeal. Routledge, New York 1997, ISBN 0-415-91029-3.

Beiträge (Auswahl)
- Vital Technologies: the involvements of ‘the intra’. In: C. Jauernik, W. Tschapeller (Hrsg.): Towards an INTRA-SPACE. Sternberg Press, Berlin 2020.
- Un/Limited Ecologies. In: M. Fritsch, P. Lynes, D. Wood (Hrsg.): Eco-Deconstruction: Derrida and Environmental Philosophy. Fordham University Press, New York 2018, S. 121–140. (fordhampress.com)
- Matter out of Place: ‘New Materialism’ in Review. In: Vicki Kirby (Hrsg.): What If Culture Was Nature All Along. Edinburgh University Press, Edinburgh 2017, S. 1–25. (edinburghuniversitypress.com)
- Natural Convers(at)ions: Or, What if Culture Was Really Nature. In: Queer Feminist Science Studies. A Reader. edn. Feminist Technosciences. University of Washington Press, Washington 2017, S. 268–281.
- Deconstruction. In: M. Rossini, B. Clarke (Hrsg.): Routledge companion to literature and science. Routledge, London 2010, S. 287–297.

Aufsätze (Auswahl)
- Telling Flesh: The Body as the Scene of Writing. In: Figurationen: gender - literatur - kultur. Band 19, 2019, S. 64–80; doi:10.7788/figu.2018.19.2.64.
- Originary différance: “a quantum vitalism”. In: Journal for the Theory of Social Behaviour. Band 48, 2018, S. 1–5; doi:10.1111/jtsb.12164.
- Autoimmunity: the political state of nature. In: Parallax. Band 23, 2017, S. 46–60; doi:10.1080/13534645.2016.1261661.
- Transgression: normativity’s self-inversion. In: Differences: a journal of feminist cultural studies. Band 26, 2015, S. 96–116; doi:10.1215/10407391-2880618.
- When all that is solid melts into language: Judith Butler and the Question of Matter. In: International Journal of Sexuality and Gender Studies. Band 7, Nr. 4, 2002, S. 265–280.
- Capitalising Difference: Feminism and Anthropology. In: Australian Feminist Studies. Band 4, 1989, S. 1–24; doi:10.1080/08164649.1989.9961631.